# Korbin Albert
Korbin Albert, née le 13 octobre 2003 à Grayslake (Illinois), est une joueuse internationale américaine de football évoluant au poste de milieu de terrain à OL Lyonnes.

## Biographie

### Jeunesse
Korbin Albert est née à Grayslake, Illinois, dans la banlieue de Chicago, et s'est fait remarquer parmi les joueuses des sélections de jeunes américaines alors qu'elle jouait pour Eclipse Select SC (en). Au cours de cette période, elle représente la sélection nationale des jeunes des États-Unis dans différents groupes d'âge et est nommée joueuse de la saison du championnat dans lequel évolue Eclipse à deux reprises (2018-2019 et 2020-2021),.
Elle rejoint l'Université de Notre-Dame en 2021. Au cours des deux saisons avec les Fighting Irish, elle reçoit un certain nombre de distinctions individuelles pour ses performances. Pour la saison 2021, elle est nommée pour faire partie de l'équipe-type des premières années au niveau national, tout en étant nommée troisième équipe All-ACC. Lors de sa deuxième et dernière saison en 2022, elle est nommée dans l'équipe-type All-American et All-ACC,. Elle est également nommée milieu de terrain de l'année de l'ACC et est finaliste pour le trophée Hermann décerné à la meilleure joueuse universitaire du pays. Elle marque trois buts en quatre matches lors de la phase à élimination directe du tournoi NCAA 2022, mais son équipe est éliminée par la Caroline du Nord, rivale de la conférence, au stade des quarts de finale.

### Carrière en club
Le 31 janvier 2023, Korbin Albert renonce officiellement à ses deux dernières années d'éligibilité à Notre Dame pour signer son premier contrat professionnel de deux ans et demi avec le Paris Saint-Germain. Elle vient en France avec sa mère qui l'épaule au quotidien. Elle impressionne à Paris dès son premier entraînement par son niveau technique. Lors de sa première demi-saison, elle est utilisée avec parcimonie par son entraîneur Gérard Prêcheur, avec un rôle souvent de remplaçante. Mais elle s'adapte rapidement au championnat français et grappille du temps de jeu, profitant de l'important turnover de l'effectif parisien à l'été 2023. Jocelyn Prêcheur, qui a pris le relais de son père au poste d'entraîneur, la titularise davantage et loue sa polyvalence, ses qualités mentales et son investissement au quotidien. Elle marque son premier but avec le club parisien le 20 décembre 2023 lors d'un match de Ligue des champions contre l'AS Rome.
Le 4 juillet 2025, Korbin Albert rejoint OL Lyonnes  pour trois saisons, poursuivant ainsi sa carrière dans le championnat de France.

### Carrière internationale
Korbin Albert est internationale américaine chez les jeunes dans différentes catégories. En juin 2022, elle fait partie de l'équipe U20 qui représente les États-Unis à la Sud Ladies Cup, où l'équipe est couronnée championne. En août 2022, elle participe à la Coupe du monde féminine U20 au Costa Rica. Elle débute deux matchs du tournoi, et voit les États-Unis se faire éliminer dès la phase de groupes. Au total, elle fait six apparitions pour l'équipe U20 américaine.
En novembre 2023, elle est appelée pour la première fois en équipe nationale senior et a fait ses débuts internationaux contre la Chine lors d'un match amical le 5 décembre 2023. Appelée par la coach intérimaire Twila Kilgore (en) pour disputer la Gold Cup de la CONCACAF, elle est titularisée pour la première fois le 20 février 2024 contre la République dominicaine en phase de groupes. Elle dispute les six rencontres dont cinq en tant que titulaire, jusqu'à la finale remportée 1-0 contre le Brésil.

## Palmarès

### En club
Paris Saint-Germain (1)
- Championnat de France
  - Vice-championne en 2023
- Coupe de France (1) 
  - Finaliste en 2023
  - Vainqueur en 2024
- Trophée des championnes
  - Finaliste en 2023

### En sélection
États-Unis
- Gold Cup de la CONCACAF (1)
  - Vainqueur en 2024
- Jeux olympiques (1)
  - Championne olympique en 2024

### Distinctions individuelles
- Finaliste du Trophée Hermann : 2022
- Milieu de terrain de l'année de l'ACC : 2022
- Équipe-type du championnat NCAA de Division I : 2022
- Équipe-type de l'ACC : 2021 (3e équipe), 2022 (1re équipe)
- Joueuse ECNL de l'année : 2018-2019, 2020-2021

## Statistiques

### En club
| Saison                | Club                  | Championnat           | Championnat | Championnat | Coupe(s) nationale(s) | Coupe(s) nationale(s) | Compétition(s) continentale(s) | Compétition(s) continentale(s) | Compétition(s) continentale(s) | Total | Total |
| Saison                | Club                  | Division              | M.          | B.          | M.                    | B.                    | Comp.                          | M.                             | B.                             | M.    | B.    |
| 2022-2023             | Paris Saint-Germain   | Division 1            | 7           | 0           | 1                     | 0                     | WCL                            | 2                              | 0                              | 10    | 0     |
| 2023-2024             | Paris Saint-Germain   | Division 1            | 14          | 0           | 2                     | 0                     | WCL                            | 8                              | 1                              | 24    | 1     |
| Total sur la carrière | Total sur la carrière | Total sur la carrière | 21          | 0           | 3                     | 0                     | -                              | 10                             | 1                              | 34    | 1     |

### En sélection
| Équipe nationale | Année | Caps | Buts |
| ---------------- | ----- | ---- | ---- |
| États-Unis       | 2023  | 1    | 0    |
| États-Unis       | 2024  | 6    | 0    |
| Total            | Total | 7    | 0    |